# Pitcairnia hintoniana
Pitcairnia hintoniana är en gräsväxtart som beskrevs av Lyman Bradford Smith. Pitcairnia hintoniana ingår i släktet Pitcairnia och familjen Bromeliaceae. Inga underarter finns listade i Catalogue of Life.